# Derg (rivière)
La Derg est une petite rivière dans le comté de Tyrone, en Irlande du Nord. 
Elle prend sa source dans le  Lough Derg, coule vers l’est, traverse Castlederg et se joint à la  Strule pour former la  Mourne. 
Les parties supérieures du bassin versant sont occupées par des tourbières, tandis que les parties inférieures sont principalement constituées de terres agricoles.
La rivière s'écoule sur 45 km, de Lough Derg à sa confluence avec la Strule.
Elle est réputée pour ses saumons, saumons atlantiques et truites de mer.

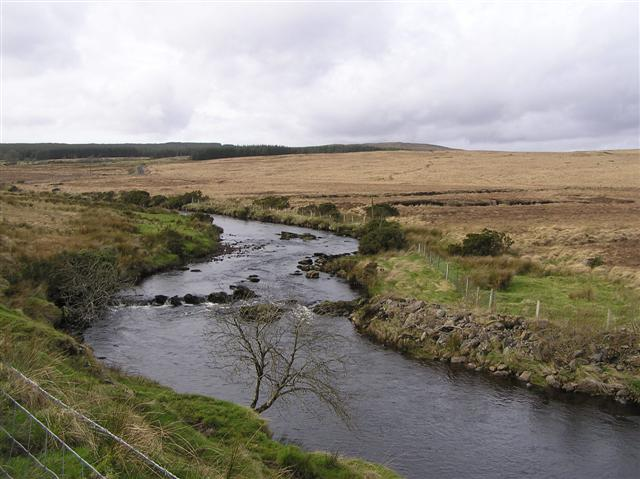
La Derg, depuis la rive, du côté de la frontière avec l'Irlande du Nord.